# زنبق دانه‌حبه‌ای
زنبق دانه‌حبه‌ای (نام علمی: Iris prismatica) نام یک گونه از سرده زنبق است.